# Europees kampioenschap voetbal mannen onder 17 - 2003
Het 21ste Europees kampioenschap voetbal onder 17 werd gehouden van 7 tot en met 17 mei 2003 in Portugal. De Portugezen wonnen het toernooi ook, voor de vijfde keer.
Vanaf dit jaar werd de opzet van het toernooi veranderd. Het jaar hiervoor was de leeftijdsgrens al verhoogd van 16 naar 17 en nu was het deelnemersaantal met de helft verminderd van 16 naar 8. Dit betekende ook dat de kwalificatie vanaf deze editie in twee rondes gespeeld zou worden. De acht gekwalificeerde teams speelden in twee groepen van vier teams, de twee beste teams per groep stroomden door naar de halve finales.
Teams hadden voor dit toernooi ook de kans om zich te kwalificeren voor het Wereldkampioenschap onder 17 in 2003 in Finland, dat al enkele maanden na dit toernooi zou beginnen. Naast Finland konden de twee finalisten van dit toernooi zich voor het WK-17 kwalificeren.

## Kwalificatie
| Land       | Gekwalificeerd als          | Beste prestatie    |
| ---------- | --------------------------- | ------------------ |
| Portugal   | Gastland                    | Groepsfase (2002)  |
| Spanje     | Eliteronde: Winnaar groep 1 | Vierde (2002)      |
| Denemarken | Eliteronde: Winnaar groep 2 | Kwartfinale (2002) |
| Oostenrijk | Eliteronde: Winnaar groep 3 | Debuut             |
| Israël     | Eliteronde: Winnaar groep 4 | Debuut             |
| Hongarije  | Eliteronde: Winnaar groep 5 | Groepsfase (2002)  |
| Engeland   | Eliteronde: Winnaar groep 6 | Derde (2002)       |
| Italië     | Eliteronde: Winnaar groep 7 | Debuut             |

## Groepsfase

### Groep A
| Pos. | Land       | GW | W | G | V | DV | DT | +/− | Ptn. |
| ---- | ---------- | -- | - | - | - | -- | -- | --- | ---- |
| 1    | Portugal   | 3  | 3 | 0 | 0 | 6  | 2  | 4   | 9    |
| 2    | Oostenrijk | 3  | 2 | 0 | 1 | 3  | 1  | 2   | 6    |
| 3    | Denemarken | 3  | 1 | 0 | 2 | 4  | 5  | −1  | 3    |
| 4    | Hongarije  | 3  | 0 | 0 | 3 | 0  | 5  | −5  | 0    |

|                        |                                            |              |                |                                                               |
| 7 mei 2003 16:00 (MET) | Portugal                                   | 3–2          | Denemarken     | Estádio do Fontelo, Viseu Scheidsrechter: Damir Skomina (SLO) |
| 7 mei 2003 16:00 (MET) | João Pedro 34' Paulo Machado 40' Curto 55' | Externe link | Torry 32', 42' | Estádio do Fontelo, Viseu Scheidsrechter: Damir Skomina (SLO) |

|                        |            |              |           |                                                                        |
| 7 mei 2003 18:00 (MET) | Oostenrijk | 1–0          | Hongarije | Estádio Municipal de Nelas, Nelas Scheidsrechter: Sergiy Berezka (UKR) |
| 7 mei 2003 18:00 (MET) | Saurer 78' | Externe link |           | Estádio Municipal de Nelas, Nelas Scheidsrechter: Sergiy Berezka (UKR) |

|                        |           |              |            |                                                         |
| 9 mei 2003 16:00 (MET) | Portugal  | 1–0          | Oostenrijk | Santa Comba Dão Scheidsrechter: Kuddusi Müftüoglu (TUR) |
| 9 mei 2003 16:00 (MET) | Curto 14' | Externe link |            | Santa Comba Dão Scheidsrechter: Kuddusi Müftüoglu (TUR) |

|                        |                        |              |           |                                                                            |
| 9 mei 2003 18:00 (MET) | Denemarken             | 2–0          | Hongarije | Estádio Municipal de Mangualde, Mangualde Scheidsrechter: Novo Panic (BIH) |
| 9 mei 2003 18:00 (MET) | Storm 33' Jakobsen 50' | Externe link |           | Estádio Municipal de Mangualde, Mangualde Scheidsrechter: Novo Panic (BIH) |

|                         |           |              |                              |                                                                    |
| 11 mei 2003 17:30 (MET) | Hongarije | 0–2          | Portugal                     | Estádio do Fontelo, Viseu Scheidsrechter: Stefan Johannesson (SWE) |
| 11 mei 2003 17:30 (MET) |           | Externe link | Bruno Gama 50' Vieirinha 62' | Estádio do Fontelo, Viseu Scheidsrechter: Stefan Johannesson (SWE) |

|                         |            |              |                       |                                                                          |
| 11 mei 2003 17:30 (MET) | Denemarken | 0–2          | Oostenrijk            | Estádio Municipal de Nelas, Nelas Scheidsrechter: Veaceslav Banari (MDA) |
| 11 mei 2003 17:30 (MET) |            | Externe link | Mayer 42' Horvath 83' | Estádio Municipal de Nelas, Nelas Scheidsrechter: Veaceslav Banari (MDA) |

### Groep B
| Pos. | Land     | GW | W | G | V | DV | DT | +/− | Ptn. |
| ---- | -------- | -- | - | - | - | -- | -- | --- | ---- |
| 1    | Spanje   | 3  | 2 | 1 | 0 | 7  | 2  | 5   | 7    |
| 2    | Engeland | 3  | 1 | 2 | 0 | 4  | 3  | 1   | 5    |
| 3    | Italië   | 3  | 1 | 1 | 1 | 4  | 2  | 2   | 4    |
| 4    | Israël   | 3  | 0 | 0 | 3 | 1  | 9  | −8  | 0    |

|                        |                     |              |                         |                                                                                                  |
| 7 mei 2003 16:00 (MET) | Israël              | 1–2          | Engeland                | Municipal de Santa Marta de Penaguião, Santa Marta de Penaguião Scheidsrechter: Novo Panic (BIH) |
| 7 mei 2003 16:00 (MET) | Rafaelov 47' (pen.) | Externe link | Bowditch 51' Milner 54' | Municipal de Santa Marta de Penaguião, Santa Marta de Penaguião Scheidsrechter: Novo Panic (BIH) |

|                        |                     |              |        |                                                                                       |
| 7 mei 2003 18:00 (MET) | Spanje              | 2–0          | Italië | Complexo Desportivo Monte da Forca, Vila Real Scheidsrechter: Kuddusi Müftüoglu (TUR) |
| 7 mei 2003 18:00 (MET) | Cases 28' Nadal 35' | Externe link |        | Complexo Desportivo Monte da Forca, Vila Real Scheidsrechter: Kuddusi Müftüoglu (TUR) |

|                        |        |              |                               |                                                                                              |
| 9 mei 2003 15:30 (MET) | Israël | 0–3          | Spanje                        | Estádio Municipal Eng. Manuel Branco Teixeira, Chaves Scheidsrechter: Veaceslav Banari (MDA) |
| 9 mei 2003 15:30 (MET) |        | Externe link | Silva 33' David 36' Cases 47' | Estádio Municipal Eng. Manuel Branco Teixeira, Chaves Scheidsrechter: Veaceslav Banari (MDA) |

|                        |              |     |        |                                                                                                |
| 9 mei 2003 18:00 (MET) | Engeland     | 0–0 | Italië | Estádio Municipal Eng. Manuel Branco Teixeira, Chaves Scheidsrechter: Stefan Johannesson (SWE) |
| 9 mei 2003 18:00 (MET) | Externe link |     |        | Estádio Municipal Eng. Manuel Branco Teixeira, Chaves Scheidsrechter: Stefan Johannesson (SWE) |

|                         |                       |              |                     |                                                                                    |
| 11 mei 2003 17:30 (MET) | Engeland              | 2–2          | Spanje              | Complexo Desportivo Monte da Forca, Vila Real Scheidsrechter: Sergiy Berezka (UKR) |
| 11 mei 2003 17:30 (MET) | Taylor 47' Milner 51' | Externe link | Nadal 9' Jurado 27' | Complexo Desportivo Monte da Forca, Vila Real Scheidsrechter: Sergiy Berezka (UKR) |

|                         |                                |              |        | |
| 11 mei 2003 17:30 (MET) | Italië                         | 4–0          | Israël | Municipal de Santa Marta de Penaguião, Santa Marta de Penaguião Scheidsrechter: Damir Skomina (SLO) |
| 11 mei 2003 17:30 (MET) | Pozzi 32', 46' Lupoli 35', 78' | Externe link |        | Municipal de Santa Marta de Penaguião, Santa Marta de Penaguião Scheidsrechter: Damir Skomina (SLO) |

## Knock-outfase
|  | Halve finale       | Halve finale       |   |                          | Finale                   | Finale |
|  |                    |                    |   |                          |                          |        |
|  | 14 mei – Viseu     |                    |   |                          |                          |        |
|  | Portugal           | 2 (3)              |   |                          |                          |        |
|  | Engeland           | 2 (2)              |   |                          |                          |        |
|  |                    |                    |   |                          |                          |        |
|  |                    |                    |   |                          | 17 mei – Viseu           |        |
|  |                    |                    |   |                          | Portugal                 | 2      |
|  |                    | Spanje             | 1 |                          |                          |        |
|  |                    |                    |   |                          |                          |        |
|  |                    |                    |   |                          | Derde plaats             |        |
|  | 14 mei – Mangualde | 14 mei – Mangualde |   | 17 mei – Santa Comba Dão | 17 mei – Santa Comba Dão |        |
|  | Oostenrijk         | 2                  |   | Oostenrijk               | 1                        |        |
|  | Spanje             | 5                  |   |                          | Engeland                 | 0      |

### Halve finale
|                         |                                |              |                                    |                                                               |
| 14 mei 2003 18:00 (MET) | Portugal                       | 2–2          | Engeland                           | Estádio do Fontelo, Viseu Scheidsrechter: Damir Skomina (SLO) |
| 14 mei 2003 18:00 (MET) | Vieirinha 10' Saleiro 82'      | Externe link | Bowditch 8' Milner 21'             | Estádio do Fontelo, Viseu Scheidsrechter: Damir Skomina (SLO) |
| 14 mei 2003 18:00 (MET) | Strafschoppen                  |              |                                    | Estádio do Fontelo, Viseu Scheidsrechter: Damir Skomina (SLO) |
| 14 mei 2003 18:00 (MET) | Machado Vieirinha Saleiro Gama | 3–2          | Doyle Moore Milner Ifil Leadbitter | Estádio do Fontelo, Viseu Scheidsrechter: Damir Skomina (SLO) |

|                         |                                   |              |                         |                                                                                    |
| 14 mei 2003 16:00 (MET) | Spanje                            | 5–2          | Oostenrijk              | Estádio Municipal de Mangualde, Mangualde Scheidsrechter: Stefan Johannesson (SWE) |
| 14 mei 2003 16:00 (MET) | David 4', 12', 37', 68' Cases 16' | Externe link | Fuchs 59' Stankovic 62' | Estádio Municipal de Mangualde, Mangualde Scheidsrechter: Stefan Johannesson (SWE) |

### Troostfinale
|                         |          |              |            |                                                                                               |
| 17 mei 2003 15:30 (MET) | Engeland | 0–1          | Oostenrijk | Estádio Municipal Doutor Orlando Mendes, Santa Comba Dão Scheidsrechter: Sergiy Berezka (UKR) |
| 17 mei 2003 15:30 (MET) |          | Externe link | Pirker 53' | Estádio Municipal Doutor Orlando Mendes, Santa Comba Dão Scheidsrechter: Sergiy Berezka (UKR) |

### Finale
|                         |                       |              |           |                                                            |
| 17 mei 2003 18:30 (MET) | Portugal              | 2–1          | Spanje    | Estádio do Fontelo, Viseu Scheidsrechter: Novo Panic (BIH) |
| 17 mei 2003 18:30 (MET) | Márcio Sousa 22', 47' | Externe link | David 42' | Estádio do Fontelo, Viseu Scheidsrechter: Novo Panic (BIH) |

## Gekwalificeerd voor WK–17
De volgende twee landen kwalificeerden zich namens de UEFA voor het wereldkampioenschap voetbal onder 17 van 2003.
| Team     | Gekwalificeerd door | Eerdere deelnames            |
| -------- | ------------------- | ---------------------------- |
| Finland  | gastland            | -                            |
| Portugal | finalist            | 1989, 1995                   |
| Spanje   | finalist            | 1991, 1995, 1997, 1999, 2001 |